# Chyriv
Chyriv (ukrajinsky Хи́рів, rusky Хыров – Chyrov, polsky Chyrów, česky Chýrov) je město ve Lvovské oblasti na Ukrajině. K roku 2019 v něm žilo přes tři tisíce dvě stě obyvatel.

## Poloha
Chyriv leží nedaleko západního okraje Lvovské oblasti a tím i celé Ukrajiny, jen zhruba patnáct kilometrů východně od polsko-ukrajinské hranice. Nejbližším městem v okolí je jen nepatrně lidnatější Dobromyl ležící zhruba osm kilometrů severozápadně, centrem oblasti bývala polská Přemyšl.

## Dějiny
První písemná zmínka je z roku 1374, kdy s privilegiem knížete Vladislava II. Opolského sídlo vlastnili rytíři Herburtové z Fulštejna, rod přišlý z Moravy . V roce 1528 byla Chyrivu udělena městská práva. Dřevěný římskokatolický kostel dal postavit v roce 1531 Andrzej Tarło, později byl proměněn na kalvínský. Po jeho požáru za třetí severní války byl roku 1710 postaven nový zděný kostel.

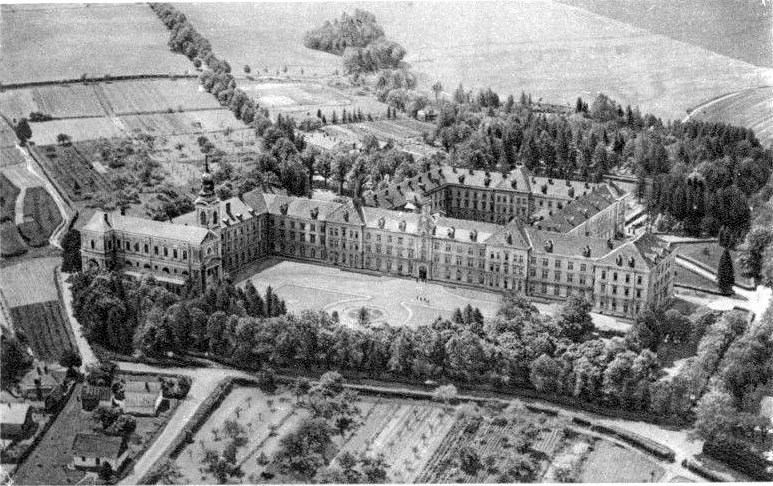
Jezuitská kolej s gymnáziem, činná v letech 1580-1939, snímek před 1939

V roce 1580 zde dva jezuité založili jezuitskou kolej, která patřila k největším v polské monarchii, významné bylo její chlapecké gymnázium, matematické a přírodovědné muzeum i knihovna.  Až do dělení Polska v roce 1772 byl součástí polského království, pak náležela do habsburské Haliče a byla zrušena. K obnovení došlo až roku 1886 . 
Dne 13. května 1872 byl zahájen provoz na železniční trati z Přemyšlu. Město mělo početnou židovskou komunitu, která si kromě vlastního hřbitova dala roku 1740 postavit synagogu. Podle sčítání lidu mělo město k roku 1913 3400 obyvatel, z nichž okolo 1000 bylo Poláků i Ukrajinců a 2000 Židů. 
V letech 1918-1919 se Chyriv stal jedním z bojišť polsko-ukrajinské války. Krvavá bitva o Chyriv mezi Západoukrajinskou lidovou republikou a Polskem trvala od 5. do 16. prosince 1919. Zvítězili Poláci v čele s rakousko-uherským generálem německého původu Antinem Kravsem, a proto v meziválečném období patřil Chyriv do druhé Polské republiky, než jej v rámci invaze do Polska zabral v roce 1939 Sovětský svaz, po něm roku 1941 německý wehrmacht. Jezuitská kolej a knihovna byly během nacistické okupace v roce 1941 rovněž zrušeny, knihovna se naštětí dochovala a byla katalogizována; na katalogizaci se tehdy podílel polský spisovatel Bruno Schulz.
Budovy jezuitské koleje sloužily oběma armádám jako kasárna i lazaret. Při osvobozování města zde padlo mnoho vojáků Rudé armády, kterým byl na masovém hrobě postaven památník s bronzovou sochou vojáka. Po roce 2014 byla jezuitská kolej s kostelem zakoupena do soukromého majetku a opravena.

## Památky

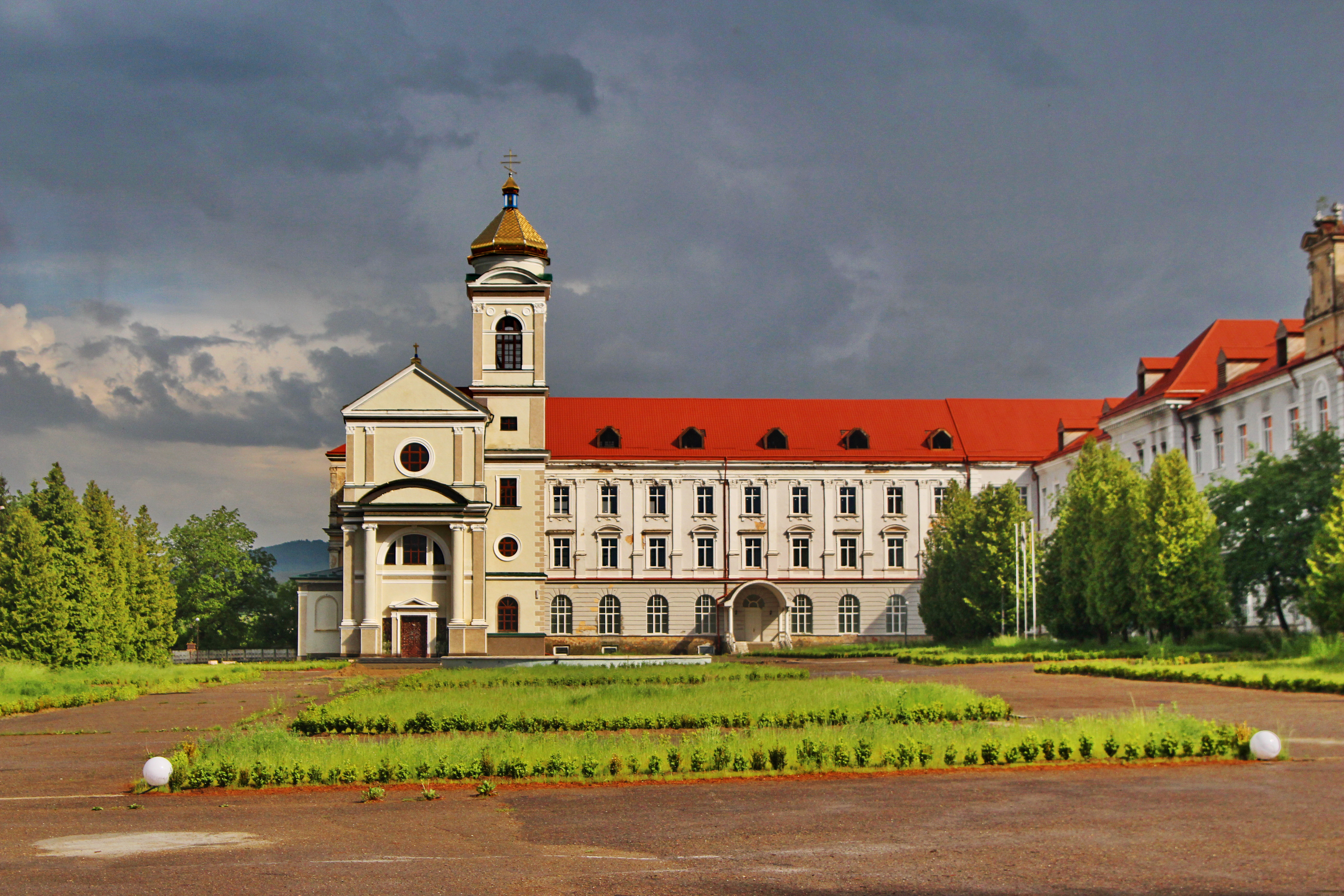
kostel sv. Josefa s bývalou jezuitskou kolejí v současnosti

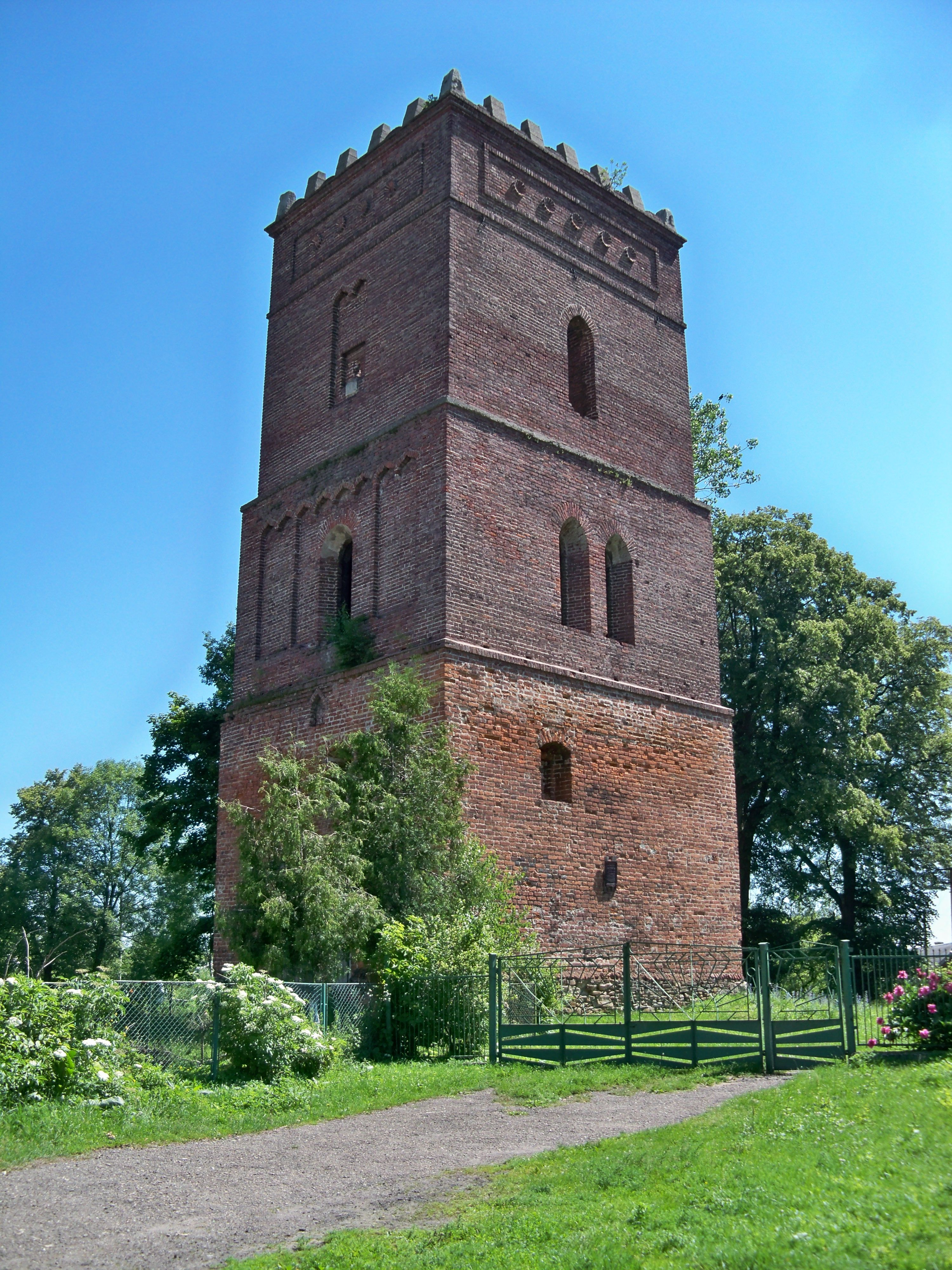
Zvonice kostela sv. Martina, Skelivka (2012)

- Pravoslavný kostel přesvaté Bohorodičky z roku 1846, architekt Alojz Bondraško
- Římskokatolický kostel sv. Josefa s jezuitskou kolejí, založili roku 1580 jezuité Marian Ignacy Dzierżykraj-Morawski a Henryk Jackowski.
- Další kostely: sv. Vavřince, zvonice kostela sv. Martina ve Skelivce, kostel sv. Jana ve vsi Bereziv
- Dvě usedlosti z 19. století, dochované v místních částech Skelivka a Chapli

## Osobnosti a kultura
- Spisovatel Jaroslav Hašek byl údajně na zdejší jezuitské koleji ubytován a inspirovala ho, že nechal přes Chyrów cestovat svého hrdinu Josefa Švejka.[2] Přes Chyriv je proto vedena cyklotrasa Stezkou po stopách dobrého vojáka Švejka.
- Jaroslav Pasternak (2.1.1892 Chyriv, † 22.11.1969 Toronto) - archeolog ukrajinské národnosti, vystudoval a působil v Praze, vrátil se domů, ale v roce 1944 emigroval ze SSSR do Německa, kde po válce přednášel slovanskou archeologii v Göttingenu.[3]
- Rudolf Wünsch - hudební pedagog, krátce zde působil.
- Roman Abraham - polský generál, absolvent zdejšího jezuitského gymnázia
- Jan Brzechwa - polský spisovatel dětských knih, absolvent zdejšíhom jezuitského gymnázia
- Adam Kozłowiecki - kněz SJ, arcibiskup a kardinál, absolvent zdejšího jezuitského gymnázia